# Давіде Анчелотті
Давіде Анчелотті (італ. Davide Ancelotti, нар. 22 липня 1989) — італійський футболіст, який грав на позиції півзахисника. Нині працює головним тренером «Ботафогу» та помічником головного тренера Збірної Бразилії з футболу.

## Ранні роки
Давіде Анчелотті народився 22 липня 1989 року в місті Парма, Італія, у сім’ї легендарного футбольного тренера Карло Анчелотті та Луїзи Джибелліні. Слідом за своїм батьком він розпочав кар’єру професійного футболіста у клубі «Мілан», де виступав на позиції півзахисника. Після оренди та подальшого постійного трансферу до клубу «Боргоманеро» Давіде завершив ігрову кар’єру у віці 20 років, щоб зосередитися на тренерській діяльності.
У віці 22 років він здобув ступінь у галузі спортивних наук.

## Тренерська кар’єра
Першим кроком Давіде у тренерській діяльності стало призначення у 2012 році фітнес-тренером французького клубу Парі Сен-Жермен, де його батько був головним тренером. Після переходу Карло Анчелотті до «Реал Мадрид», Давіде також приєднався до клубу, працюючи помічником фітнес-тренера.
У 2016 році, отримавши тренерську ліцензію УЄФА категорії А (закінчивши курс найкращим у своєму класі), він став помічником головного тренера у німецькому клубі «Баварія» під керівництвом свого батька. У «Баварії» він потоваришував з іспанським гравцем Тіаго Алькантарою, що, за повідомленнями, викликало невдоволення деяких гравців через надмірну дружелюбність замість професійної дистанції.
Коли Карло Анчелотті очолив італійський клуб «Наполі» у 2018 році, Давіде знову став його помічником. У листопаді 2019 року, коли Карло був дискваліфікований на виїзний матч проти «Роми», Давіде дебютував як головний тренер, керуючи командою у грі, що завершилася поразкою 1:2.
У грудні 2019 року Давіде разом із батьком переїхав до Англії, ставши помічником у клубі «Евертон». Працюючи разом з іншим асистентом Дунканом Фергюсоном, вони відповідали за тренувальні заняття.
Повернувшись разом із батьком до «Реал Мадрид», Давіде мав очолити команду у матчі проти «Сельта Віго» у квітні 2022 року через діагноз COVID-19 у Карло. Проте через відсутність у нього на той час ліцензії УЄФА Pro він не зміг офіційно керувати командою, хоча мав право перебувати на бічній лінії.
У липні 2023 року Давіде успішно отримав ліцензію УЄФА Pro після завершення тренерського курсу в Уельсі.
У травні 2024 року його назвали «секретною зброєю» свого батька в «Реал Мадрид».
У червні 2025 року Анчелотті був затверджений на посаді нового асистента тренера збірної Бразилії.
У липні 2025 року Анчелотті був оголошений новим головним тренером «Ботафогу».

## Стиль тренерської роботи
Давіде вважають сучасним і прогресивним тренером, який поділяє спокійний і розслаблений стиль управління свого батька. Маючи досвід роботи фітнес-тренером, він часто проводив передматчеві розминки, як, наприклад, в «Евертоні» разом із головним тренером із фізпідготовки Франческо Маурі. Тісно співпрацюючи з батьком і ніколи не називаючи його «татом», вони часто обмінюються ідеями, що призвело до взаємозалежності між ними.

## Особисте життя
Давіде володіє італійською, французькою, іспанською, німецькою та англійською мовами.
У червні 2022 року він одружився з художницею Аною Галоча. У подружжя є двоє синів-близнюків, Лукас і Леонардо.